# 那不勒斯 (緬因州普查規定居民點)
那不勒斯（英語：Naples）是位於美國緬因州坎伯蘭縣的一個普查規定居民點。

## 人口
根據2020年美國人口普查的數據，那不勒斯的面積為8.67平方千米，當中陸地面積為6.71平方千米，而水域面積為1.96平方千米。當地共有人口415人，而人口密度為每平方千米47.87人。